# Stade Kóstas-Davourlís
Le stade Kóstas-Davourlís (en grec moderne : Στάδιο Κώστας Δαβουρλής) est un stade multifonction de 11 321 places assises pour le sport, situé à Patras.
Principalement utilisé pour le football, il accueille les matches du Panachaïkí, club évoluant en 2013-2014 en Football League (D2).

## Histoire
Construit en 1939, il est la propriété du Panachaïkí GE. Le 25 juin 1939, le stade est inauguré lors d'une rencontre amicale entre le Panachaïkí et l'Asteras Patras. Le Panachaïkí s'impose trois buts à un.
Terrain de jeu des matchs à domicile du Panachaïkí, il porte longtemps le nom de Stade du Panachaïkí. Le stade est renommé en Stade Kóstas-Davourlís en 1992, en hommage à Kóstas Davourlís, ancienne gloire du club. Il est considéré à ce titre comme un des symboles du club. La capacité d’accueil du stade est de 11 321 places, toutes assises.
L'enceinte contient également depuis 1984 une salle indoor, dans laquelle les sections volley-ball, basket-ball et boxe sont installées.
Le premier match international, Grèce-Israël, se déroule le 22 septembre 1976. La Grèce s'incline un but à zéro. Le record d'affluence du stade se monte à 21 350 spectateurs lors du match entre l'Olympiakos Le Pirée et le Panathinaïkos en 1982.